# بحران وام‌های مسکن پرریسک
بحران وام‌های مسکن پرریسک، بحرانی در آغاز مالی و در نهایت اقتصادی از ۲۰۰۷ تا ۲۰۱۰ در ایالات متحده آمریکا بود.
بحران وام‌های مسکن آمریکا، با دادن وام به افرادی که شرایط کافی برای دریافت وام را نداشتند، آغاز شد. میزان این وام‌ها در سال ۲۰۰۷ در آمریکا در حدود ۱ تریلیون دلار بود. این بحران منجر به بحران اقتصادی در اقتصاد آمریکا و در اقتصاد جهانی شده و رقمی در حدود ۳٫۹ تریلیون دلار خسارت در اقتصاد جهان به بار آورد.
جرج دابلیو. بوش در سخنرانی خود خطاب به ملت آمریکا، گفت:
کل اقتصاد ما در خطر است. ما اکنون در میانه یک بحران مالی جدی هستیم.
واکنش دولت اوباما به این اوضاع قانون بهبود و سرمایه‌گذاری مجدد ۲۰۰۹ آمریکا نام گرفت.